# 神谷内インターチェンジ
神谷内インターチェンジ（かみやちインターチェンジ）は、石川県金沢市にある国道159号（国道249号と重複）金沢外環状道路山側幹線（金沢東部環状道路、通称・山側環状）のインターチェンジ。

## 概要
- 山側環状のフルインターチェンジとして、月浦トンネルと神谷内トンネルの間に計画された。2006年4月に同区間を含む山側環状が全線供用開始したものの、インターチェンジと接続する市道の用地取得が難航したため、インターチェンジの大半が完成した状態で、接続できない状態が続いていた。
- ランプの形状はトランペット型である。

## 歴史
- 2010年（平成22年）3月27日 - 供用開始。
- 2017年（平成29年）12月9日 - 神谷内IC - 東長江IC間 4車線化[1]。

## 道路
- 国道159号（国道249号と重複）金沢外環状道路山側幹線（金沢東部環状道路、通称・山側環状）

## 接続する道路
- 金沢市道

## 周辺
(国道359号神谷内交差点付近)
- かつや金沢神谷内店
- ナルックスかみやち店
- JACK神谷内店
- ほくてつバス(32,50,80~85,87番他)「神谷内」バス停

## 隣
金沢外環状道路
金沢森本IC - 神谷内IC - 東長江IC